# Lil Gnar
Caleb Samuel Shepard (Oakland, California, 24 de febrero de 1996), conocido por su nombre artístico como Lil Gnar, es un rapero estadounidense.

## Carrera musical
En diciembre de 2023, Lil Gnar ha lanzado un álbum de estudio, dos mixtapes, dos obras extendidas colaborativas y cuarenta y tres sencillos (incluidos catorce como artista destacado).

## Vida personal
Caleb Samuel Shepard nació en Oakland, California, pero luego se mudó a Atlanta, Georgia.